# Le Collier volé
Le Collier volé (titre original : Burned) est un roman policier de Carol Higgins Clark publié en 2005. Il s'agit d'un titre de la série ayant pour héroïne l'enquêtrice Regan Reilly
La traduction française est parue en 2005.  (ISBN 2226167307).

## Résumé
Regan Reilly voulait prendre quelques jours de vacances à New York et y retrouver son fiancé Jack. Mais une tempête de neige l'en empêche. Elle décide alors d'aller retrouver sa meilleure amie Kit à Waikiki. Mais voilà, la journaliste Dorinda Dawes est retrouvée morte sur la plage avec à son cou un collier de coquillages. Ce dernier avait été volé trente ans auparavant au musée d'Honolulu. 
Les vacances de Regan, qu'elle voulait tranquilles, vont donc être mouvementées.